# Alexander González
Alexander David González (ur. 13 września 1992 w Maracay) – wenezuelski piłkarz występujący na pozycji prawego obrońcy lub prawego pomocnika.

## Kariera klubowa
González jest wychowankiem klubu Caracas FC, w którym zadebiutował w lidze wenezuelskiej w 2009. Z Caracas zdobył mistrzostwo Wenezueli w 2010. Od początku 2012 roku zawodnik szwajcarskiego klubu BSC Young Boys.
| Sezon   | Klub           | Kraj       | Rozgrywki                   | Mecze | Bramki |
| ------- | -------------- | ---------- | --------------------------- | ----- | ------ |
| 2009/10 | Caracas FC     | Wenezuela  | Primera División Venezolana | 22    | 1      |
| 2020/11 | Caracas FC     | Wenezuela  | Primera División Venezolana | 27    | 4      |
| 2011/12 | Caracas FC     | Wenezuela  | Primera División Venezolana | 16    | 3      |
| 2011/12 | BSC Young Boys | Szwajcaria | Swiss Super League          | 6     | 1      |
| 2012/13 | BSC Young Boys | Szwajcaria | Swiss Super League          | 21    | 1      |
| 2013/14 | FC Aarau       | Szwajcaria | Swiss Super League          | 27    | 3      |
| 2014/15 | FC Thun        | Szwajcaria | Swiss Super League          | 31    | 4      |
| 2015/16 | BSC Young Boys | Szwajcaria | Swiss Super League          | 6     | 1      |
| 2015/16 | SD Huesca      | Hiszpania  | Segunda División            | 16    | 2      |
| 2016/17 | SD Huesca      | Hiszpania  | Segunda División            | 35    | 4      |
| 2017/18 | SD Huesca      | Hiszpania  | Segunda División            | 29    | 1      |
| 2018/19 | Elche CF       | Hiszpania  | Segunda División            | 24    | 1      |

## Kariera reprezentacyjna
González w reprezentacji Wenezueli zadebiutował 17 marca 2011 w przegranym 1-4 towarzyskim meczu z Argentyną. W tym samym został powołany do reprezentacji na turniej Copa América.